# 古沢岩美
古沢 岩美（ふるさわ いわみ、1912年(明治45年)2月5日 - 2000年(平成12年)4月15日）は、日本の洋画家、前衛美術家。
1920年代から1940年代にかけて、池袋周辺に集う芸術家たちのアトリエ村「池袋モンパルナス」に参加した一人として知られている。

## 経歴・画風
佐賀県三養基郡旭村（現・鳥栖市）出身。1927年に久留米商業学校中退。当時は日本統治下だった朝鮮半島の大邱に渡った後、翌1928年に画家を志して上京。岡田三郎助に師事した。豊島区で画家が集まっていた長崎アトリエ村に移って交流を広げるとともに、前衛美術を志向するようになった。1938年に「創紀美術協会」、1939年には「美術文化協会」創立に参加。シュールレアリスムで女体などを描く。第二次世界大戦では中国戦線で従軍し、敗戦と捕虜生活を経て1946年に帰国。翌1947年、「日本アヴァンギャルド美術家クラブ」を結成した。
シュールレアリスム絵画のほか、小説の挿絵も描いた。郷里がある鳥栖市から1994年、市民栄誉賞を受けた。
日本のシュールレアリスム、前衛芸術の草分けとして「日本のダリ」と称された。東京では後年、板橋区前野町に農家の納屋を移築したアトリエを構えていた。開高健、井上光晴、瀬戸内寂聴らが訪れ、作品を買い求めるなどした。古沢の没後も保存されていたが、管理していた長女の死去などもあって、古沢作品154点を収蔵する板橋区立美術館に遺品を移したうえで取り壊しが決まった。
1975年、山梨県上九一色村富士ケ嶺（現・富士河口湖町）の「ホテルプロイセン富士」地下に「古沢岩美美術館」が開館した。バブル崩壊でホテルの改装計画が中断したことなどから、1990年頃に閉鎖され、約150点あった所蔵作品は東京都内などへ移された。
没後の、2008年（平成20年）2月26日（火）から3月2日（日）まで。佐賀県佐賀市、佐賀玉屋南館6階 若楠・銀杏にて、第7回一枚の繪佐賀絵画展が開催された。出席した洋画家立川広己等が見守る中、その絵画展の特別コーナーに、佐賀出身の超現実主義（シュルレアリスム）絵画の旗手と紹介された故古沢岩美の、油絵、ペン、水墨等のデッサンが展示された。

## 画集・著書
- 『破風土』越後屋書房、1942
- 『EROTICO 古沢岩美・裸婦デッサン画集』現代新社、1969
- 『古沢岩美画集』美術出版社、1974
- 『りんごの私のりんご』バベル社、1975
- 『聖なる淫者の秋 詩画集』白石かずこ共著 バベル社、1976
- 『デロスの蝸牛』文化出版局、1976
- 『千夜一夜物語 古沢岩美画集』ノーベル書房、1979
- 『花 古沢岩美画集』アート社出版、1979
- 『美の放浪』文化出版局、1979
- 『にょたい 古沢岩美裸婦デッサン集』ノーベル書房、1980
- 『石川啄木ローマ字日記』絵 ノーベル書房、1982
- 『古沢岩美掌中画集』未来工房、1982
- 『裸婦裸婦画集』ノーベル書房、1982
- 『古沢岩美 裸婦』学習研究社、1983
- 『絵の放浪』文化出版局、1985
- 『女・おんな 古沢岩美裸婦デッサン集』ノーベル書房、1985
- 『花と女 古沢岩美裸婦画集』ノーベル書房、1989
- 『旅のスケッチ』ノーベル書房、1991
- 『夢倉 美術随想録』三好企画、1992
- 『軍事郵便』三好企画 (製作・発売)、1996
- 『古沢岩美全版画』美術出版社、1997

### 編纂
- 『GOYA 画集と評伝』梧桐書院、1942
- 『Delacroix 1798-1863』梧桐書院、1943
- 『Rubens』梧桐書院、1943
- 『VELAZQUEZ』梧桐書院、1943

## 参考
- デジタル版日本人名大事典
- 百科事典マイペディア